# Breland Morrissette
Breland Morrissette (* 27. November 1999 in Birmingham) ist eine US-amerikanische Volleyballspielerin.

## Karriere
Morrissette begann ihre Karriere an The Altamont School. Von 2018 bis 2023 studierte sie am Georgia Institute of Technology und spielte in der Universitätsmannschaft. Nach ihrem Studium wurde sie 2023 vom deutschen Bundesligisten SC Potsdam verpflichtet. Mit dem Verein erreichte sie das Finale im DVV-Pokal 2023/24 und das Playoff-Halbfinale. Nach der Saison wechselte sie zum Ligakonkurrenten Allianz MTV Stuttgart.